# Онлайн-словарь
Онлайн-словарь — электронный словарь, размещённый в Интернете. Онлайн-словари быстро набирают популярность. Их размещают у себя многие поисковые порталы (yandex.ru, rambler.ru, mail.ru).
В России есть 3 варианта онлайн-словарей: авторские словари, полностью соответствующие своим бумажным вариантам, пиратские словари, полученные путём сканирования авторских бумажных словарей, опубликованные без соблюдения авторских прав, и смешанные версии, когда в основе лежат как авторские, так и пиратские словари.

## Примеры
- Викисловарь — многоязычный проект Фонда Викимедиа. Грамматический, толковый, этимологический словари и тезаурус для более чем 600 языков[1].
- Lingvo — словарь Лингво является точной копией бумажных словарей издательств «Русский язык-Медиа», «РУССО», ABBYY Press[2]. Доступен бесплатно в Интернете по адресу lingvo.abbyyonline.com Архивная копия от 6 сентября 2010 на Wayback Machine. Дан перевод слов и устойчивых словосочетаний с английского, немецкого, французского, итальянского, испанского, украинского, латинского на русский и обратно. Кроме общего словаря, открыты тематические словари по медицине, технике, маркетингу и другим областям.
- Мультитран — система для переводчиков с русского, английского, немецкого, французского, итальянского, испанского, нидерландского, латышского, эстонского и японского языков. Содержит около шести миллионов терминов и предоставляет возможности алфавитного, морфологического и фразового поиска[3].